# Sussaba punctiventris
Sussaba punctiventris là một loài tò vò trong họ Ichneumonidae.